# فكتور نيميث
فكتور نيميث (بالمجرية: Németh Viktor)‏ هو لاعب كرة قدم مجري في مركز حراسة المرمى، ولد في 21 أبريل 1977 في سيكشفهيرفار في المجر. لعب مع نادي أويبست ونادي دوناويفاروش ونادي كيكسكيميت ونادي مول فيهيرفار.